# Schloss Krangen

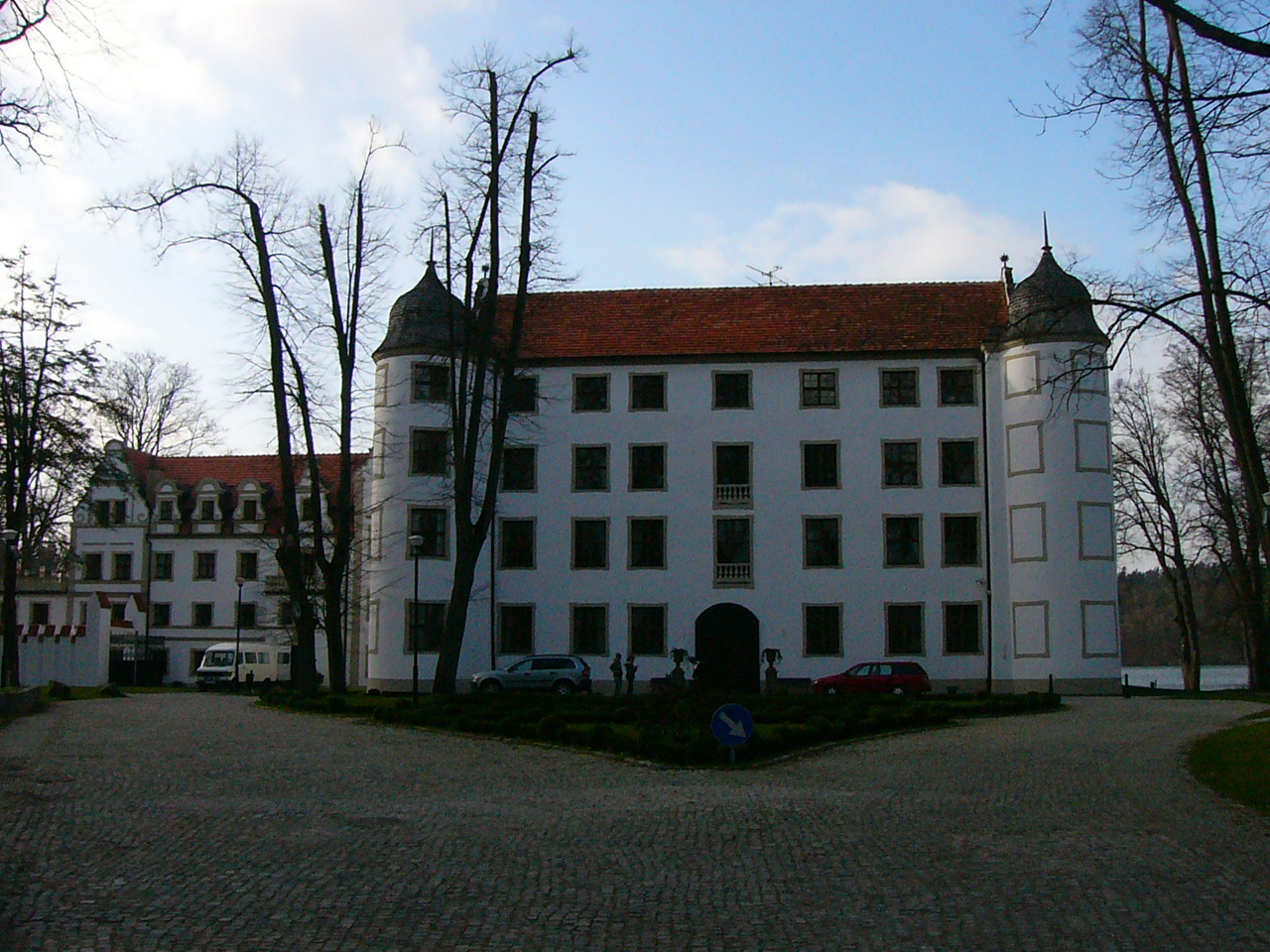
Schloss Krangen

Schloss Krangen (polnisch Zamek w Krągu) ist ein Schloss im historischen Hinterpommern, in der heute polnischen Woiwodschaft Westpommern. Das Schloss wird heute als „Schlosshotel Podewils“ genutzt.

## Geschichte
Adam von Podewils erhielt das Gebiet im 15. Jahrhundert von Herzog Bogislaw X. zum Lehensbesitz. Um 1580 ließ Felix von Podewils ein Renaissanceschloss anstelle des vorherigen Hofs errichten. Der Legende nach hatte das Schloss so viele Räume wie das Jahr Wochen, so viele Fenster wie das Jahr Tage, und so viele Portale wie das Jahr Monate. Das Schloss blieb über Jahrhunderte Stammsitz der Krangener Linie der von Podewils. Im 17. Jahrhundert erhielt Schloss Krangen ein zusätzliches Stockwerk und auf der Nordseite einen Risalit.
Im Jahr 1860 erwarb Hugo von Loen das Schloss, 1880 Karl Wilhelm von Riepenhausen, dessen Familie das Schloss bis 1945 besaß.
Nachdem die Region an die Volksrepublik Polen gefallen war, richtete die lokale Oberförsterei ihre Büros im Schloss ein. Später als Schule genutzt, verfiel das schloss jedoch immer weiter. 1990 kaufte ein privater Besitzer das Herrenhaus. Er setzte die Sanierung fort und passte die Räumlichkeiten an Hotel- und Gaststättenzwecke an. Bei dem Wiederaufbau orientierte man sich an dem Prinzip, das Aussehen des Denkmals aus der Zeit vor 1945 unter Präsentation des Renaissancebaukörpers, der mittelalterlichen Kellerräume und aller später dazugekommenen Formen wiederherzustellen.

## Bauwerk
Das Schloss besteht aus einem Doppelhaus mit reich verzierten Giebeln, wie sie in Schleswig und Holstein bis Mitte des 17. Jahrhunderts beliebt waren.